# Lasionycta alberta
Lasionycta alberta är en fjärilsart som beskrevs av Barnes och Benjamin 1923. Lasionycta alberta ingår i släktet Lasionycta och familjen nattflyn. Inga underarter finns listade i Catalogue of Life.